# مؤسسه فناوری جورجیا
مؤسسه فناوری جورجیا (به انگلیسی: Georgia Institute of Technology) که اغلب از آن با نام جورجیا تِک و به‌اختصار GT یاد می‌شود، یک دانشگاه تحقیقاتی دولتی در آتلانتا واقع در ایالت جورجیا آمریکا است که در سال ۱۸۸۵ میلادی بنیان‌نهاده شده است.

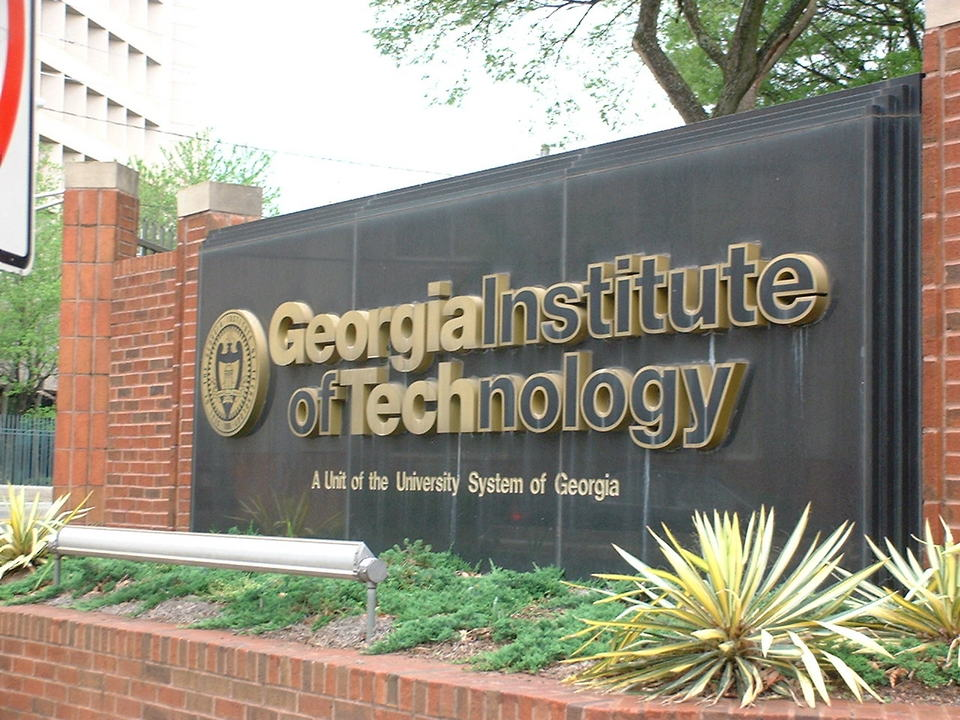

نخستین سیستم آموزشی این دانشگاه در سال ۱۸۸۵ تحت نام مدرسه صنعتی جورجیا افتتاح گشت. تأسیس این مؤسسه در آن زمان در راستای طرح بازسازی ایالات متحده و ساختن مراکز صنعتی-اقتصادی مورد استفاده برای دوران پس از جنگ داخلی در ایالات جنوبی بود. در ابتدا صرفاً دوره کارشناسی رشته مهندسی مکانیک در دانشگاه تدریس می‌شد؛ ولی رفته رفته تا سال ۱۹۰۱، برنامه‌های تحصیلی دانشگاه دربردارنده رشته‌های مهندسی برق، مهندسی عمران و مهندسی شیمی نیز گردید. در سال ۱۹۴۸، به دلیل توسعه کمی و کیفی دانشگاه، نام مدرسه حذف و نام مؤسسه فناوری بر آن نهاده شد تا جنبه تحقیقاتی و پژوهشی دانشگاه که چیزی فراتر از یک آموزشگاه و مدرسه کسب و کار بود، هرچه بیش‌تر نمود پیدا کند.
محوطه دانشگاهی اصلی جورجیا تک در مرکز شهر آتلانتا، در محدوده خیابان دهم از سمت شمال و از سمت جنوب به خیابان شمال، واقع شده است. در زمان برگزاری المپیک تابستانی ۱۹۹۶، محوطه دانشگاه، در نقش دهکده المپیک و محل انجام تعدادی از ورزش‌ها بود. ساخت دهکده المپیک در سال‌های بعد باعث بالا رفتن سطح فرهنگی این منطقه و ارتقای کمی محوطه دانشگاهی شد.
دانشجویان ورزشکار، از هر دو طیف سازمان‌یافته و درون‌دانشگاهی، از شرایط برابر زندگی و تحصیل برخوردارند. تیم‌های ورزشی درون دانشگاهی جورجیا تک که در کل با نام زنبور زرد شناخته شده هستند، چندین بار توانسته‌اند نام جورجیا تک را در صدر فهرست برترین‌ها قرار دهند؛ چهار بار قهرمانی تیم فوتبال در رده قهرمانی کشوری باعث نواخته شدن سرود زرم‌طلبانه این دانشگاه با نام «ما رمبلین رک از جورجیا تک هستیم.» شده است. رمبلین رک نام اتومبیل فورد اسپرت مدل A کوپه ساخت ۱۹۳۰ است که به‌طور سنتی اعضای دانشگاه جورجیا خود را وابسته به آن می‌دانند.
تیم‌های دانشگاهی در جورجیا تک شامل هشت تیم پسران و هفت تیم دختران است که در بالاترین سطح مسابقات اتحادیه ملی ورزش دانشگاهی آمریکا به رقابت می‌پردازند.

## رتبه و شهرت
در ده سال اخیر جورجیا تک در رشته‌های فنی-مهندسی «شهرت» زیادی پیدا کرده به طوری که یکی از بزرگ‌ترین دانشکده‌های مهندسی در میان تمام دانشگاه‌های آمریکا را امروزه داراست، و در رده‌بندی بهترین دانشکده‌های فنی-مهندسی سال ۲۰۰۷ در ایالات متحده در رتبه چهارم می‌باشد.
در رشته علوم مهندسی و رایانه، این دانشگاه در یک رده‌بندی در سال ۲۰۰۹ رتبه هشت جهان را به خود اختصاص داد.
مؤسسه فناوری جرجیا در چین، هند، سنگاپور، آفریقای جنوبی، ایتالیا، و فرانسه نیز شعبه دارد.
در رتبه‌بندی دانشگاه‌های جهان QS در سال ۲۰۲۰ این دانشگاه در رده ۷۲ دنیا و بیست و پنجم آمریکا قرار گرفته است.همچنین در رتبه‌بندی مؤسسه تایمز در سال ۲۰۲۰ این دانشگاه رتبه ۳۸ را در بین دانشگاه‌های جهان از آن خود کرده است.

## دانشکده‌ها
دانشکده‌های مؤسسه فناوری جورجیا عبارتند از:
- دانشکده محاسبات
- دانشکده طراحی
- دانشکده مهندسی
- دانشکده علوم
- دانشکده هنرهای لیبرال ایوان آلن
- دانشکده کسب‌وکار